# Jürgen Eberwein (Politiker)
Jürgen Eberwein (* 22. Januar 1966 in Regensburg) ist ein deutscher CSU-Politiker. Seit 2023 ist er Abgeordneter im Bayerischen Landtag.

## Leben
Eberwein verließ 1983 das Musikgymnasium der Regensburger Domspatzen mit der Mittleren Reife. 1983 begann er eine Ausbildung für den mittleren Polizeivollzugsdienst. Nach der Ausbildung 1987 kam er zur Einsatzhundertschaft der Bayerischen Bereitschaftspolizei. Von 1989 bis 2006 war er in verschiedenen Dienststellen der Schutzpolizei und der Kriminalpolizei tätig. Ab 1995 studierte er an der Beamtenfachhochschule in Sulzbach-Rosenberg und schloss 1997 mit dem Dipl.-Verwaltungswirt (FH) ab. Von 2006 bis 2021 nahm er Führungsfunktionen in der Kriminalpolizeiinspektion Regensburg war. 2012 arbeitete er mehrere Monate beim Bundeskriminalamt in Wiesbaden. 2021 wurde er Kommissariatsleiter bei der  Kriminalpolizeiinspektion mit Zentralaufgaben Oberpfalz. Gleichzeitig wurde er zum Ersten Kriminalhauptkommissar ernannt.

### Politik
1981 trat er in die CSU und die JU ein. 1984 wurde er Mitglied des Arbeitskreises Polizei, indem er seit 2008 Kreisvorsitzender ist. Seit 2014 ist er Mitglied im Stadtrat Regensburg. 2015 wurde er Mitglied im Kreisvorstand der CSU Regensburg-Stadt.
Bei der Landtagswahl in Bayern 2023 gewann er das Direktmandat im Stimmkreis Regensburg-Stadt.
Im Landtag wurde er Mitglied im Ältestenrat, dem Ausschuss für Kommunale Fragen, Innere Sicherheit und Sport sowie Wohnen, Bau und Verkehr. Außerdem ist er Vorsitzender des Anstaltsbeirates der Justizvollzugsanstalt Regensburg und des Maßregelvollzugsbeirates Klinik für Forensische Psychiatrie und Psychotherapie am Bezirksklinikum Regensburg.

### Privat
Eberwein ist verheiratet.